# Adam of the Road
Adam of the Road (trad. litt. « Adam de la route ») est un roman d'Elizabeth Gray Vining. Vining a remporté la médaille Newbery, prix littéraire américain pour le meilleur roman jeunesse en 1943 pour ce livre. Situé dans l'Angleterre du XIIIe siècle, le livre suit les aventures d'un jeune garçon, Adam. Après avoir perdu son épagneul et son père ménestrel, Adam se lance dans une série d'escapades à travers l'Angleterre médiévale. Le livre est illustré par Robert Lawson (en).
Le roman est inédit dans les pays francophones.

## Résumé
Adam est un garçon de onze ans qui veut devenir comme son père, Roger, et pour cela, il essaie d'être le meilleur ménestrel d'Angleterre. Au début de l'histoire, Adam et son ami Perkin sont à l'abbaye de St Alban, où ils se rendent chez une vieille dame pour rendre visite au chien d'Adam, Nick. Alors qu'ils rentrent, ils croisent Roger qui revient de son long voyage en tant que ménestrel de chevalier. Roger annonce à Adam qu'il repart pour Londres et accompagne l'équipage d'un chevalier. Adam est autorisé à venir. Sur la route, Adam rencontre Margery, la fille du chevalier, dans une belle voiture. Mais un matin, après une nuit de fête, son père lui déclare qu'il a perdu son cheval de guerre, Bayard, lors d'un pari avec un autre ménestrel nommé Jankin. 
Une nuit, pendant que Roger et Adam dorment, Jankin vole le chien Nick. Adam craint que Jankin ne le maltraite. Avec son père, il se lance à la poursuite de Jankin à travers l'Angleterre. Ils le retrouvent sur un marché bondé mais Adam est vite séparé de Roger. Seul, il se fait des amis en cours de route et avec leur aide, retrouve Nick avec Perkin. Roger, Adam et Nick sont finalement réunis à Oxford. Adam se voit offrir une place dans un collège d'Oxford, mais décide de rester avec son père et d'être un ménestrel comme lui. 

## Contexte
Tandis qu'elle est en Angleterre pour faire des recherches sur sa biographie Penn (en), Vining a exploré les collines de Chiltern. Là, elle a « trouvé l'inspiration qu'elle a ensuite exploitée » pour Adam of the Road. À l'origine, ayant l'intention d'écrire une série d'histoires de ménestrels, « elle est devenue tellement captivée par la pensée des ménestrels eux-mêmes qu'elle a mis de côté l'ensemble de sa première idée », et Adam of the Road a été écrit à la place. 

## Réception critique
Adam of the Road a reçu la Médaille Newbery de 1943 pour « sa contribution la plus distinguée à la littérature enfantine américaine ». Au moment où Kirkus Reviews a donné une critique élogieuse pour des livres de « mérite remarquable », il dit que Gray « écrit tellement mieux que la plupart des auteurs pour enfants (ou d'ailleurs que la plupart des auteurs) que c'est un plaisir de trouver un sujet qui est particulièrement adapté à sa plume... Une excellente conteuse ». The Saturday Review (en) a cité « des aventures sur les grandes routes et dans les grandes foires et bourgs de campagne », ajoutant que « l'histoire au rythme rapide rend l'histoire... amusante ». 
Le traitement soigneux de l'histoire par Vining continue de recevoir les éloges des critiques. May Hill Arbuthnot (en), experte en littérature pour enfants, qualifie l'auteur « d'historienne attentive... ses contes ont toutes les minuties authentiques de la vie quotidienne d'autrefois ». Selon 20th-Century Children's Writers, Adam n'est « pas vraiment un jeune garçon de l'époque... mais... un moyen d'interpréter la période historique » . Le journal Children's Literature a qualifié le livre d '« engageant et magnifiquement écrit », disant que « bien qu'elle ait plus de soixante ans, l'histoire de Gray... reste celle à laquelle le lecteur d'aujourd'hui peut s'identifier ». 